# Czerwony Bór (Brasław)
Czerwony Bór – dawniej leśniczówka, obecnie część Brasławia na Białorusi, w obwodzie witebskim, w rejonie brasławskim.

## Historia
W czasach zaborów w granicach Imperium Rosyjskiego.
W dwudziestoleciu międzywojennym leśniczówka leżała w Polsce, w województwie nowogródzkim (od 1926 w województwie wileńskim), w powiecie brasławskim, w gminie Brasław.
Powszechny Spis Ludności z 1921 roku nie podał danych dotyczących miejscowości. W 1931 w 1 domu zamieszkiwało 21 osób.
Miejscowość należała do parafii rzymskokatolickiej w Brasławiu. Podlegała pod Sąd Grodzki w Brasławiu i Okręgowy w Wilnie; właściwy urząd pocztowy mieścił się w Brasławiu.